# 大和 (プロ雀士)
大和（やまと 1981年2月21日 - ）は、日本プロ麻雀連盟所属のプロ雀士。2017年4月より山口 大和（やまぐち やまと）から改名した。
26期生、連盟内での段位は五段(2023年現在)、秋田県出身。株式会社JoyfulCreative代表取締役。
第14回日本オープン優勝。【麻雀最強戦2019】「サバイバルマッチ」優勝。

## 経歴
秋田県立秋田西高等学校、二葉栄養専門学校卒業。
高校卒業後、上京し、スカウトされたモデル事務所に所属。その頃から、休日には家の近所のフリー雀荘へ通うほどの麻雀好きであったが、徐々にモデルの仕事に行き詰まりを感じ始める。同時期、メディアで活躍し始めた、同年代でもある滝沢和典、佐々木寿人らに刺激を受け、モデル業を引退、麻雀プロを志す。
数年間、吉祥寺の老舗麻雀店「弾飛瑠」（ダンヒル、現在は閉店）で勤務後、2010年、日本プロ麻雀連盟入り。
2016年、第14回日本オープン（日本プロ麻雀協会主催）において、トータル2位で迎えた最終局に、跳満ツモまたは満貫直撃の条件を満たす、リーチ・一発・ツモ・タンヤオ・三色同順のアガりを決めて逆転優勝。それまでも所属する日本プロ麻雀連盟のタイトル戦などでベスト8、ベスト16は数多く経験しているが、優勝はこのタイトルが初。
2017年4月より雀ネーム（登録名）を「大和」に変更する。
2019年6月30日に行われた麻雀最強戦2019・男子プレミアトーナメント「恐れ知らずの打撃戦」を制したが、その後の決勝戦では4位に終わり敗退。しかし、12月8日のサバイバルマッチの出場権を得ると、予選卓では、持ち点3400点のダンラスで迎えた南四局に四暗刻をツモり、大逆転で予選突破。決勝卓では、接戦で迎えた南三局にリーチ・ツモ・ホンイツ・七対子という得意とするメンゼンでの手役を仕上げてトップ目に立つと、自身が親番であるオーラスを流局させて優勝、麻雀最強戦2020・ファイナルの出場権を獲得した。

## 人物
キャッチフレーズは「不沈艦ヤマト」。
現在は、プロ活動と並行して、日本プロ麻雀連盟・本部道場を含め、東京近郊を中心に麻雀教室を複数掛け持ちする売れっ子講師である。教室では、その熱の入った指導から、「雀界の松岡修造」との異名も取る。
性格は、明るく人懐っこい。先輩後輩、老若男女、プロアマ問わずファンが多い。
趣味は、高校時代に部活で行っていたサッカー観戦、ラーメンの食べ歩き、バイクでのツーリングなど。
下戸である。

## 雀風
腰の重い、本人いわく「普通の門前派よりも門前派」である。
得意手は七対子。
好きな牌は以前はなかったが、前述の日本オープンで優勝を決めた3ピンが「ツキ牌」だと言っている。

## タイトル
- 第14回日本オープン[4]

## 出演
日本プロ麻雀連盟チャンネルの番組ではアシスタント・実況・牌譜解説などを多数務めるほか、女流プロ育成講座に講師として出演している。
選手としても、「タキヒサバトル」・「がらくたバトル」など多数。
その他放送対局では、MONDO TV・モンド杯チャレンジマッチや近代麻雀プレゼンツ・麻雀最強戦などにも出演経験がある。
また、インターネット麻雀ロン2、麻雀格闘倶楽部（豪華絢爛以降）にも出場中。